# Raphionacme keayi
Raphionacme keayi là một loài thực vật có hoa trong họ La bố ma. Loài này được Bullock miêu tả khoa học đầu tiên năm 1953.